# قيصر المخدرات
قيصر المخدرات هو اسم غير رسمي للشخص الذي يوجه و يدير سياسات مكافحة المخدرات في مختلف المجالات. و يتبع المصطلح الاستخدام غير الرسمي لمصطلح "القيصر" الموجود في السياسة الأمريكية. و قد ظهر لقب "قيصر المخدرات" لأول مرة في قصة إخبارية نشرتها وكالة الانباء الامريكية يونايتد برس إنترناشيونالفي عام 1982 والتي ذكرت أن "أعضاء مجلس الشيوخ في اللولايات المتحدة صوتوا بأغلبية 62 صوتًا مقابل 34 لتأسيس "قيصر المخدرات"الذي سيتولى المسؤولية الشاملة عن سياسة مكافحة المخدرات الأمريكية.  ومنذ ذلك الحين، تمت الإشارة لاحقًا إلى العديد من المناصب التنفيذية المخصصة التي تم إنشاؤها في كل من الولايات المتحدة والمملكة المتحدة بنفس الطريقة.
أُطلق  لقب قيصر المخدرات في البلاد على مفوض المخدرات في الحكومة الفيدرالية الألمانية من قبل شركة الإعلام الحكومية دويتشه فيله. 

## الولايات المتحدة

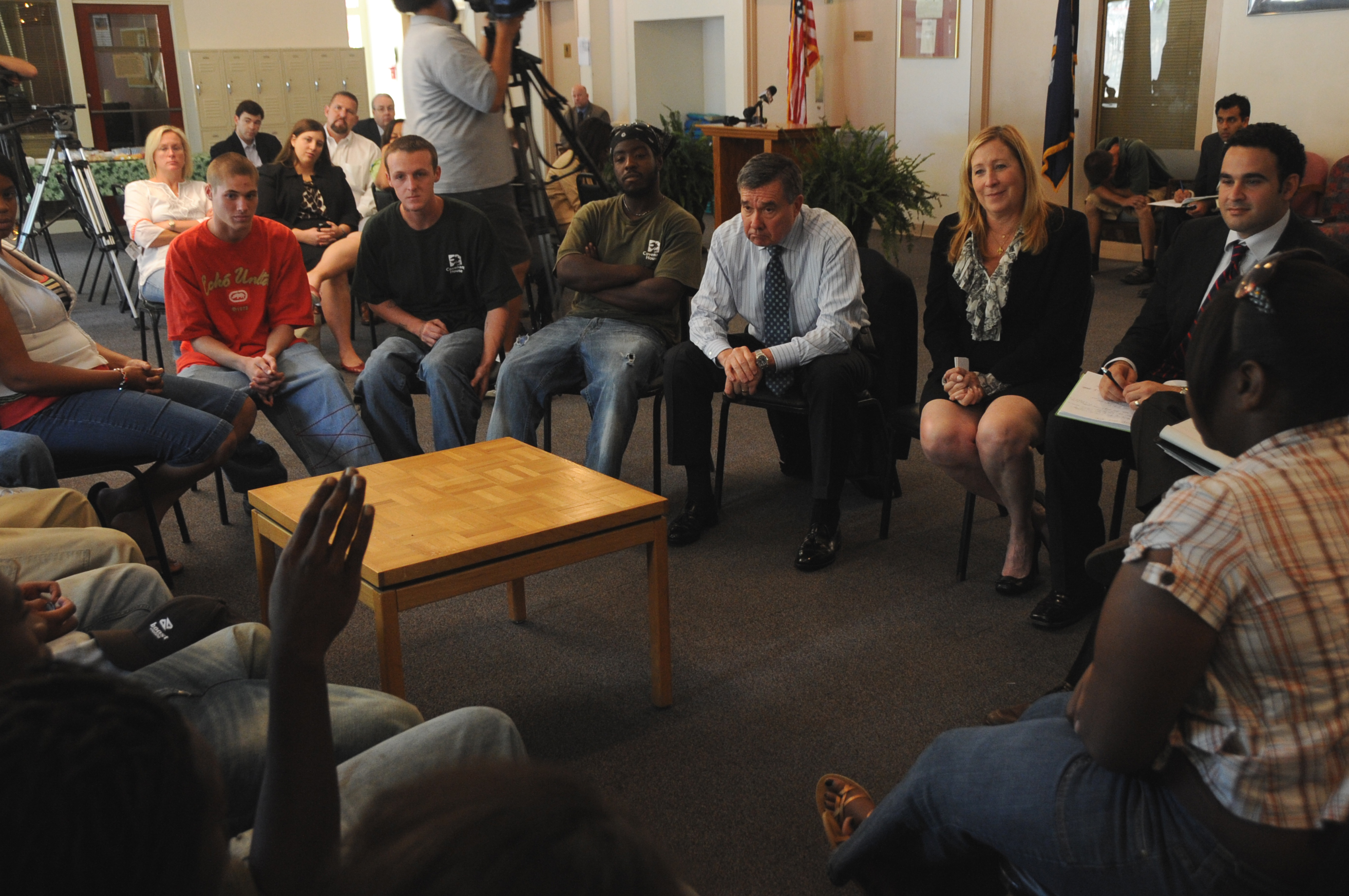
يتحدث قيصر المخدرات جيل كيرليكوفسكي مع الموظفين والمرضى في دار العهد ، التي تساعد المراهقين والبالغين المدمنين على المخدرات.

كان هاري جيه أنسلينجر أول قيصر للمخدرات في الولايات المتحدة . شغل انسيلجر منصب المفوض الأول للمكتب الفيدرالي لمكافحة المخدرات التابع لوزارة المالية من عام 1930 إلى عام 1962، تحت إدارة خمسة رؤساء و هم: هوفر ، وروزفلت ، وترومان ، وأيزنهاور ، وكينيدي . تضمنت الجهود التشريعية لحظر الماريجوانا في ظل ادارة أنسلينجر دفع جميع الولايات لتبني قوانين مماثلة لقضية لمخدرات، وقانون المخدرات الموحد للولاية وقانون ضريبة الماريجوانا لعام 1937 ، الذي جرم في الواقع المخدرات ومهد الطريق ليتم حظر الماريجوانا.

### إدارتي نيكسون وفورد
- جيروم جافي ، رئيس المكتب الخاص للوقاية من تعاطي المخدرات.
- مايلز أمبروز ، رئيس مكتب إنفاذ قانون تعاطي المخدرات (ODALE).
- روبرت دوبونت ، مدير المعهد الوطني لتعاطي المخدرات ورئيس إدارة علاج المخدرات.

### إدارة كارتر
- بيتر بورن ، مدير السياسة الوطنية لمكافحة المخدرات، يليه لي دوجولوف.
- ماثيا فالكو ، مساعدة وزير الخارجية لشؤون المخدرات الدولية.

### 1988 – حتى الآن
- مدير مكتب السياسة الوطنية لمكافحة المخدرات

### إدارة ترامب
- ( قيصر المواد الأفيونية ): رئيس لجنة تعاطي المواد الأفيونية والمخدرات . ملحوظة: في مارس 2017 أُعلن أن حاكم ولاية نيوجيرسي كريس كريستي سيرأس اللجنة.

### السلطات المحلية و سلطات الولايات
في كاليفورنيا، يُطلق على رئيس مكتب القنب الطبي بالولاية لقب "قيصر الماريجوانا". 
بعد التشريع الطبي والترفيهي على مستوى الولاية، عينت مدينة ساكرامنتو بولاية كاليفورنيا مديرًا لسياسة المتبعة مع القنب ، و اطلق عليه لقب "قيصر الحشيش". 
في ولاية واشنطن، أُطلق على مستشار مجلس المشروبات الكحولية والقنب في ولاية واشنطن الذي يحدد الإجراءات واللوائح على مستوى الولاية بعد التصديق اسم "قيصر الوعاء".  منصب مماثل لموظفي تنظيم القنب في لجنة مراقبة المشروبات الكحولية في ولاية أوريغون الذي كان يُطلق عليه أيضًا اسم "قيصر الماريجوانا". 

## المملكة المتحدة
وفي المملكة المتحدة ، تمت الإشارة إلى كيث هيلاويل ، و هو مستشار المخدرات السابق لحكومة توني بلير العمالية، على أنه" قيصر المخدرات" 

## روابط خارجية
- أعضاء مجلس الشيوخ يحثون أوباما على تقديم رسالة متسقة بشأن الماريجوانا فريسنو بي ، 29 يوليو 2014